# Kölner Accumulatoren-Werke
Die Kölner Accumulatoren-Werke waren ein Hersteller von Batterien und Elektromobilen in Köln-Kalk. Bereits 1827 wurde die Firma als Accumulatorenwerke Gottfried Hagen gegründet. 1884 begann dort die Herstellung von Batterien.
Zwischen 1904 und 1908 entstanden dort elektrisch angetriebene Personen- und Lastkraftwagen unter den Namen KAW (Personenwagen) und Urbanus (Nutzfahrzeuge). 1908 stellte man die Herstellung der Elektrofahrzeuge ein, da sie gegenüber den benzingetriebenen Automobilen chancenlos auf dem Markt waren.

## Nutzfahrzeuge und Elektromobilbau
Um 1900 wurden von der Firma Hagen 1,5–2,5-t-Elektro-LKW gebaut. Sie wurden mit zwei 4-PS-Radnabenmotoren angetrieben, die eine 80-Volt-Batterie versorgte. Für den Achsmechanismus wurde ein Patent der französischen Firma Krieger verwendet. Die Fahrgestelle und dergleichen wurden von Scheele bezogen.
1908 wurde ein weiterer Elektro-LKW 5 t Typ gebaut, der mit vier Radnabenmotoren mit insgesamt 7 PS ausgestattet wurde. Die Batterien wurden teilweise unter die Motorhaube und unter der Sitzbank eingebaut. Ein weiterer schwerer E-LKW wurde mit vier Radnabenmotoren bis zu 11 PS gebaut.
Ebenso wurden leichte elektroangetriebene Omnibusse, Kommunalfahrzeuge gebaut.
Die KAW waren Luxus- und Geschäftswagen mit je zwei Elektromotoren, die je nach Schaltung vier verschiedene Fahrgeschwindigkeiten bis 30 km/h erlaubten. Die Reichweite lag bei 100 km.
Den Urbanus gab es als Feuerwehrfahrzeug oder Krankenwagen oder auch als Lastkraftwagen. Bis 1908 entstanden etwa 1500 Stück.